# Rock Demers
Rock Demers (Quebec, 11 de diciembre de 1933-Montreal, 17 de agosto de 2021) fue un productor de cine y actor canadiense. Fue el fundador de la compañía de producción fílmica Les Productions la Fête, con la que produjo diversas producciones cinematográficas.
Falleció el 17 de agosto de 2021 en Montreal debido a una falla cardíaca. Tenía ochenta y siete años.

## Filmografía como productor

### Cine
- Maria Chapdelaine (1983), como actor
- La Guerre des tuques (1985)
- The Peanut Butter Solution (1985)
- Bach et Bottine (1986), también actor
- Le Jeune Magicien (1987)
- The Great Land of Small (1987)
- La Grenouille et la baleine (1988)
- Tommy Tricker and the Stamp Traveller (1988)
- Bye bye chaperon rouge (1989)
- Vincent et moi (1990)
- Reach for the Sky (1990)
- Pas de répit pour Mélanie (1990), también actor
- Tirelire Combines & Cie (1992), también actor
- The Return of Tommy Tricker (1994)
- Bailando sobre la luna (1997)
- Hathi, the Elephant (2000)
- Summer with the Ghosts (2003)
- Un cargo pour l'Afrique (2009)